# Onga (Hungria)
Onga é uma cidade da Hungria, situada no condado de Borsod-Abaúj-Zemplén. Tem 31,49 km² de área e sua população em 2019 foi estimada em 4.746 habitantes.